# IC 5209
IC 5209 је спирална галаксија у сазвјежђу Ждрал која се налази на листи објеката дубоког неба у Индекс каталогу.
Деклинација објекта је - 37° 59' 37" а ректасцензија 22h 23m 9,1s. Привидна величина (магнитуда) објекта IC 5209 износи 14,8 а фотографска магнитуда 15,6. IC 5209 је још познат и под ознакама ESO 345-4, AM 2220-381, PGC 68722.